# Holmetjärnen (Silbodals socken, Värmland)
Holmetjärnen är en sjö i Årjängs kommun i Värmland och ingår i Göta älvs huvudavrinningsområde. Sjöns area är 0,02 kvadratkilometer och den är belägen 281 meter över havet.